# Персида Миленковић
Персида Миленковић (Шабац, 3. март 1857 — Београд, 8. фебруар 1943) била је велика српска ктиторка и задужбинарка.

## Биографија
Рођена је у Шапцу у чиновничкој породици од оца Никодија и мајке Јелке Ћирић. Породица се после неколико година од њеног рођења преселила у Београд где јој је отац службовао у министарству грађевина.
Имала је сина Војислава који је умро млад. По други пут се удала 1883. године за београдског трговца, рентијера и добротвора Ристу Миленковића.
Њене прве две задужбине су црква на Торлаку и "модерна основна школа, вежбаоница Женске учитељске школе, у краљице Наталије улици", данас зграда Математичке гимназије.
Заслужна је за подизање манастира Ваведење, који налази се на Сењаку и изграђен је 1935. године. Према легенди она је уснула сан да баш на том месту треба изградити цркву што је и учинила. Такође, са својим мужем Ристом подигла је зграду Математичке гимназије у Београду, као и зграду у Змај Јовиној улици број 5 у Београду саграђеној 1928. године према пројекту архитекте Глигорија Вукчевића. Даровала је и земљиште за изградњу сиротишта. У Табановачкој улици је 1939-40. изградила сиротињски дом, зграду са 16 хигијенских станова. Захваљујући свом великом доприносу и добротворном раду, једна улица на Сењаку понела је њено име.
Тестамент је саставила 10. маја 1937. а преминула је 8. фебруара 1943. године у Београду и сахрањена је у манастиру Ваведење. На њеној сахрани говорили су митрополит скопски Јосиф, министар просвете Велибор Јонић и председник српске владе генерал Милан Недић.
Одликовања

Орден Светог Саве 2. реда